# Russelia worthingtonii
Russelia worthingtonii är en grobladsväxtart som beskrevs av Billie Lee Turner. Russelia worthingtonii ingår i släktet Russelia och familjen grobladsväxter. Inga underarter finns listade i Catalogue of Life.